# Campionati mondiali lunga distanza a squadre di sci alpinismo 2021
I Campionati mondiali lunga distanza a squadre di sci alpinismo 2021 sono stati la 1ª edizione della competizione continentale di sci alpinismo. Si sono svolti il 14 marzo 2021 a Serre Chevalier, in Francia. 

## Podi
| Evento         | Oro                                    | Argento                             | Bronzo                                      |
| Gara maschile  | Italia Michele Boscacci Davide Magnini | Svizzera Rémi Bonnet Werner Marti   | Italia William Boffelli Nadir Maguet        |
| Gara femminile | Italia Giulia Murada Alba De Silvestro | Italia Ilaria Veronese Mara Martini | Francia Lorna Bonnel Axelle Gachet-Mollaret |

## Medagliere
| Posiz. | Nazione  | Oro | Argento | Bronzo | Totale |
| ------ | -------- | --- | ------- | ------ | ------ |
| 1      | Italia   | 2   | 1       | 1      | 4      |
| 2      | Svizzera | 0   | 1       | 0      | 1      |
| 3      | Francia  | 0   | 0       | 1      | 1      |
| Totale | Totale   | 2   | 2       | 2      | 6      |